# Kevin Elson
Kevin Elson (...) è un produttore discografico statunitense, noto per le sue collaborazioni con Europe, Journey, Lynyrd Skynyrd e Mr. Big.

## Discografia parziale
- Street Survivors - Lynyrd Skynyrd (1977)
- Departure - Journey (1980)
- Dream, After Dream - Journey (1980)
- Captured - Journey (1981)
- Escape - Journey (1981)
- Round Two - Johnny Van Zant Band (1981)
- Frontiers - Journey (1983)
- Sucker for a Pretty Face - Eric Martin Band (1983)
- The Terminator Soundtrack - Brad Fiedel (1984)
- The Final Countdown - Europe (1986)
- Big Life - Night Ranger (1987)
- Greatest Hits - Journey (1988)
- Mr. Big - Mr. Big (1989)
- Lean into It - Mr. Big (1991)
- Bump Ahead - Mr. Big (1993)
- Big Bigger Biggest: Greatest Hits - Mr. Big (1996)
- Hey Man - Mr. Big (1996)
- Live at Budokan - Mr. Big (1997)
- Start from the Dark - Europe (2004)
- Generations - Journey (2005)
- Defying Gravity - Mr. Big (2017)